# 博恰罗夫斯基农村居民点
博恰罗夫斯基农村居民点（俄语：Бочаровское сельское поселение）是俄罗斯联邦伏尔加格勒州新安宁斯基区所属的一个农村居民点。其下辖有5个居民点，行政中心为博恰罗夫斯基。据2016年统计，该农村居民点的人口为1257人。